# Août 1934

## Événements
- Hjalmar Schacht est nommé ministre de l’économie. Il est chargé de préparer un plan qui doit donner à la Wehrwirtschaft (économie militaire) les approvisionnements indispensables : augmentation des matières premières et de denrées alimentaires, développement des ressources nationales (carburants synthétique, tissus de rayonne).

- 2 août : mort du vieux Maréchal Hindenburg.
- 4 - 11 aout : le 26e congrès mondial d’espéranto a lieu à Stockholm.
- 7 août : Alfonso López Pumarejo devient président en Colombie (fin en 1938). Il lance la « révolution en marche » pour consolider l’emprise libérale sur l’État et affaiblir l’opposition interne du parti libéral. L’État devient l’arbitre des conflits sociaux et facilite la création de syndicats.
- 15 août : Grand Prix automobile de Pescara.
- 19 août : après le décès du président Paul von Hindenburg, Adolf Hitler se fait plébisciter comme Reichsführer et président du Reich à la suite d'un référendum plébiscite (89 % des suffrages).
- 21 août : 
  - Les marines quittent Haïti sans avoir réussi à consolider la démocratie.
  - L’Italie propose à l’Autriche une assistance militaire en cas d’invasion allemande.
- 26 août : Grand Prix automobile de Suisse.
- 28 août : fondation de la compagnie aérienne nationale italienne Ala Littoria en fusionnant les sept petites compagnies italiennes.
- 30 août : premier vol du Brochet MB-30.

## Naissances
- 1er août : Henri de Wailly, historien français († 3 août 2023).
- 2 août : Valery Bykovsky, cosmonaute soviétique († 27 mars 2019).
- 8 août : Claudio Hummes, cardinal brésilien, préfet de la Congrégation pour le clergé († 4 juillet 2022).
- 9 août : Oswald d'Andréa, compositeur de musique de films et chef d'orchestre français († 4 septembre 2024).
- 11 août : Jacques Faivre, évêque catholique français, évêque émérite du Mans († 13 août 2010).
- 15 août : André Bo-Boliko Lokonga, premier ministre du Zaïre de 1979 à 1980 († 30 mars 2018).
- 16 août : Pierre Richard, comédien français.
- 18 août : Roberto Clemente, joueur de baseball portoricain († 31 décembre 1972).
- 19 août : Gordon Bell, ingénieur informatique américain († 17 mai 2024).
- 22 août : Simeon Daniel, homme politique christophien, premier Premier ministre de Niévès de 1983 à 1992 († 27 mai 2012).
- 23 août : Carlos Amigo Vallejo, cardinal espagnol, archevêque de Séville († 27 avril 2022).
- 25 août : Roger Romani, homme politique français († 20 février 2025).
- 30 août : Zdena Frýbová, écrivaine et publiciste tchèque.

## Décès
- 2 août : Paul von Hindenburg, militaire et homme politique allemand, maréchal, président de l'Allemagne de 1925 à 1934 (° 1847).
- 13 août : Ignacio Sánchez Mejías, matador espagnol (° 6 juin 1891).